# Иванушки International в Москве
«Ива́нушки International в Москве́» — первый концертный альбом группы «Иванушки International», выпущенный в 2001 году. Записан 22 марта 2001 года в ходе концерта в СК «Олимпийский», посвящённого 5-летию группы. Альбом состоит из 32 треков, разбитых на 2 диска.

## Сет-лист концерта
В альбом вошли 10 из 10 треков четвёртого студийного альбома «Подожди меня…», выпущенного в декабре 2000 года, а также песни из предыдущих альбомов.

## Список композиций CD

### Диск 1
Вся музыка написана И. Матвиенко,.
| №   | Название                             | Текст песни  | Музыка                     | Длительность |
| --- | ------------------------------------ | ------------ | -------------------------- | ------------ |
| 1.  | «Увертюра»                           |              | Игорь Матвиенко            | 2:14         |
| 2.  | «Зачем вы девочки любите белобрысых» | И. Матвиенко | И. Матвиенко               | 5:18         |
| 3.  | «Вселенная»                          | А. Шаганов   | И. Матвиенко               | 4:06         |
| 4.  | «Где-то»                             | И. Сорин     | И. Матвиенко               | 4:49         |
| 5.  | «Девчонка-девчоночка»                | А. Шаганов   | И. Матвиенко               | 5:14         |
| 6.  | «Конечно он»                         | А. Шаганов   | И. Матвиенко               | 4:38         |
| 7.  | «Колечко»                            | А. Шаганов   | И. Матвиенко               | 4:17         |
| 8.  | «Письма лета»                        | А. Шаганов   | И. Матвиенко               | 5:44         |
| 9.  | «Лодочка»                            | М. Андреев   | И. Матвиенко               | 4:02         |
| 10. | «И только дождь стучит»              | М. Андреев   | И. Матвиенко               | 3:35         |
| 11. | «Рыжая»                              | И. Матвиенко | И. Матвиенко               | 4:23         |
| 12. | «Кукла»                              | А. Шаганов   | И. Матвиенко               | 5:28         |
| 13. | «Пока ты спишь (до утра)»            | К. Арсенев   | И. Матвиенко               | 5:28         |
| 14. | «Подсолнух»                          | И. Сорин     | И. Матвиенко, И. Полонский | 4:19         |
| 15. | «Об этом я буду кричать всю ночь»    | К. Арсенев   | И. Матвиенко               | 3:35         |
| 16. | «Я буду ждать»                       | А. Шаганов   | И. Матвиенко               | 4:46         |

### Диск 2
Вся музыка написана И. Матвиенко, кроме 2 и 3 треков.
| №   | Название                        | Текст песни    | Музыка       | Длительность |
| --- | ------------------------------- | -------------- | ------------ | ------------ |
| 1.  | «Два океана»                    | Г. Витке       | И. Матвиенко | 5:02         |
| 2.  | «Алёшкина любовь»               | О.Гаджикасимов | С. Дьячков   | 3:10         |
| 3.  | «Последняя электричка»          | М. Ножкин      | Д. Тухманов  | 3:19         |
| 4.  | «Облака летают»                 | К. Арсенев     | И. Матвиенко | 5:29         |
| 5.  | «Я её ищу»                      | И. Сорин       | И. Матвиенко | 4:44         |
| 6.  | «Рядом ты»                      | И. Матвиенко   | И. Матвиенко | 4:27         |
| 7.  | «Тучи»                          | А. Шаганов     | И. Матвиенко | 4:13         |
| 8.  | «Туман»                         | А. Шаганов     | И. Матвиенко | 4:01         |
| 9.  | «Зима»                          | А. Шаганов     | И. Матвиенко | 4:01         |
| 10. | «Снегири»                       | К. Арсенев     | И. Матвиенко | 4:19         |
| 11. | «Небо»                          | К. Арсенев     | И. Матвиенко | 3:53         |
| 12. | «Беги, беги»                    | И. Матвиенко   | И. Матвиенко | 4:18         |
| 13. | «Тополиный пух»                 | М. Андреев     | И. Матвиенко | 3:51         |
| 14. | «Реви»                          | М. Андреев     | И. Матвиенко | 4:55         |
| 15. | «Подожди меня (после концерта)» | А. Шаганов     | И. Матвиенко | 4:30         |
| 16. | «Поверь, мне тоже очень жаль»   | А. Шаганов     | И. Матвиенко | 5:06         |

## Участники записи

### Иванушки international
- Олег Яковлев — вокал
- Андрей Григорьев-Апполонов — вокал
- Кирилл Андреев — вокал

### Производство
- Игорь Матвиенко — продюсер композитор аранжировка
- Игорь Полонский — сопродюсер, аранжировка
- Игорь Матвиенко, Сергей Дьячков, Давид Тухманов — музыка
- Александр Шаганов, Михаил Андреев, Игорь Матвиенко, Герман Витке, Игорь Сорин, О.Гаджикасимов, Михаил Ножкин, Константин Арсенев — авторы стихов
- Андрей Григорьев-Апполонов, Николай Затылкин — режиссеры-постановщики
- Дмитрий Минаев — звукорежиссёр

## Концертное видео
Концерт впервые был показан 7 апреля 2001 года в эфире ОРТ. Полная версия концерта, содержащая все 32 песни, издалась лишь в 2008 году в релизе "Вся история Иванушек на трёх DVD".